# Ed Begley, Jr.
Edward James Begley, Jr. (født 16. september 1949) er en amerikansk skuespiller og miljøforkæmper, der bl.a. har spillet med i film som Hun-djævelen, Batman Forever og Pineapple Express. Han er dog nok mest kendt for sin rolle i tv-serien St. Elsewhere fra 1982 til 1988, for hvilken han blev nomineret til en Emmy Award hele seks gange i træk.

## Filmografi i udvalg

### Film
- An Officer and a Gentleman (1982)
- Hun-djævelen (1989)
- Bøgernes herre (1994)
- Batman Forever (1995)
- The Late Shift (1996)
- Pineapple Express (2008)

### Tv
- St. Elsewhere (1982-1988)
- The Simpsons, Homer to the Max (1998)
- Arrested Development (2005-2006)
- Veronica Mars (2006)